# Cèlas (Puèi Domat)
Celles-sur-Durolle és un municipi francès situat al departament del Puèi Domat i a la regió d'Alvèrnia-Roine-Alps. L'any 2007 tenia 1.831 habitants.

## Demografia

### Població
El 2007 la població de fet de Celles-sur-Durolle era de 1.831 persones. Hi havia 722 famílies de les quals 180 eren unipersonals (55 homes vivint sols i 125 dones vivint soles), 234 parelles sense fills, 253 parelles amb fills i 55 famílies monoparentals amb fills.
La població ha evolucionat segons el següent gràfic:
Habitants censats

### Habitatges
El 2007 hi havia 957 habitatges, 740 eren l'habitatge principal de la família, 86 eren segones residències i 131 estaven desocupats. 883 eren cases i 69 eren apartaments. Dels 740 habitatges principals, 593 estaven ocupats pels seus propietaris, 123 estaven llogats i ocupats pels llogaters i 24 estaven cedits a títol gratuït; 4 tenien una cambra, 28 en tenien dues, 109 en tenien tres, 237 en tenien quatre i 362 en tenien cinc o més. 556 habitatges disposaven pel capbaix d'una plaça de pàrquing. A 301 habitatges hi havia un automòbil i a 332 n'hi havia dos o més.

### Piràmide de població
La piràmide de població per edats i sexe el 2009 era:
| Homes | Edats   | Dones |
| ----- | ------- | ----- |
| 0     | 95 o +  | 0     |
| 0     | 90 a 94 | 16    |
| 8     | 85 a 89 | 20    |
| 20    | 80 a 84 | 24    |
| 40    | 75 a 79 | 60    |
| 52    | 70 a 74 | 60    |
| 48    | 65 a 69 | 56    |
| 52    | 60 a 64 | 44    |
| 36    | 55 a 59 | 40    |
| 88    | 50 a 54 | 84    |
| 52    | 45 a 49 | 72    |
| 56    | 40 a 44 | 48    |
| 96    | 35 a 39 | 68    |
| 60    | 30 a 34 | 48    |
| 72    | 25 a 29 | 36    |
| 56    | 20 a 24 | 56    |
| 72    | 15 a 19 | 60    |
| 44    | 10 a 14 | 68    |
| 68    | 5 a 9   | 52    |
| 44    | 0 a 4   | 44    |

## Economia
El 2007 la població en edat de treballar era de 1.144 persones, 825 eren actives i 319 eren inactives. De les 825 persones actives 706 estaven ocupades (404 homes i 302 dones) i 119 estaven aturades (54 homes i 65 dones). De les 319 persones inactives 116 estaven jubilades, 81 estaven estudiant i 122 estaven classificades com a «altres inactius».

### Ingressos
El 2009 a Celles-sur-Durolle hi havia 754 unitats fiscals que integraven 1.841,5 persones, la mediana anual d'ingressos fiscals per persona era de 15.529 €.

### Activitats econòmiques
Dels 70 establiments que hi havia el 2007, 1 era d'una empresa extractiva, 2 d'empreses alimentàries, 1 d'una empresa de fabricació de material elèctric, 17 d'empreses de fabricació d'altres productes industrials, 14 d'empreses de construcció, 10 d'empreses de comerç i reparació d'automòbils, 5 d'empreses de transport, 3 d'empreses d'hostatgeria i restauració, 2 d'empreses financeres, 1 d'una empresa immobiliària, 4 d'empreses de serveis, 6 d'entitats de l'administració pública i 4 d'empreses classificades com a «altres activitats de serveis».
Dels 19 establiments de servei als particulars que hi havia el 2009, 1 era una oficina de correu, 3 tallers de reparació d'automòbils i de material agrícola, 3 paletes, 2 guixaires pintors, 4 fusteries, 1 lampisteria, 1 electricista, 2 perruqueries i 2 restaurants.
Dels 4 establiments comercials que hi havia el 2009, 1 era una botiga de menys de 120 m², 1 una fleca, 1 una carnisseria i 1 una llibreria.
L'any 2000 a Celles-sur-Durolle hi havia 43 explotacions agrícoles que ocupaven un total de 1.330 hectàrees.

## Equipaments sanitaris i escolars
L'únic equipament sanitari que hi havia el 2009 era una farmàcia.
El 2009 hi havia 2 escoles elementals.

## Poblacions més properes
El següent diagrama mostra les poblacions més properes.